# Isaïa Cordinier
Isaïa Cordinier, né à Créteil le 28 novembre 1996, est un joueur français de basket-ball évoluant aux postes d'arrière et d'ailier. Depuis 2025, il joue à l'Anadolu Efes en première division turque.

## Jeunesse et formation
Isaïa Cordinier est le fils de Stéphane Cordinier, handballeur international, quatrième avec l'équipe de France, aux Jeux olympiques d'Atlanta en 1996 et médaillé de bronze lors du championnat du monde à Tokyo en 1997.
Isaïa Cordinier commence a jouer au basket-ball à l'âge de 7 ans, dans le club de la commune de Vence, le Vence Basket Club, dans les Alpes-Maritimes.[réf. nécessaire]
En 2006, il part vivre en Martinique puis, en 2009, revient en Métropole. En 2010, il rejoint son club formateur, l'Olympique d'Antibes.[réf. nécessaire]

## Carrière professionnelle en club

### Shark d'Antibes (2012-2014)
Cordinier rejoint l'équipe sénior des Sharks d'Antibes en 2012, en seconde division française, la LNB Pro B. En novembre 2012, alors seulement âgé de 15 ans et 11 mois, il fait ses débuts sur les parquets. Il joue cette saison-là 10 minutes, en 2 matchs mais finit tout de même champion de France Pro B.
Pour sa deuxième saison chez les professionnels, il alterne entre l'équipe U21 et l'équipe sénior qui est passée en Pro A. Il joue 4 matchs lors de cette seconde saison avec les professionnels, jouant principalement en U21, où il inscrit en moyenne 11,8 points, pour 4,9 rebonds, 2,2 passes décisives et 1,8 interception.

### ALM Évreux (2014-2015)
Il signe pour la saison 2014-2015 avec le club normand de l'ALM Évreux Basket. Il retrouve ainsi la Pro B, la seconde division du championnat de basket-ball en France. Cela lui permet de gagner en temps de jeu. En effet, il joue cette saison en moyenne 14,7 minutes sur ses 23 matchs. Sa feuille de statistiques reste pour autant plutôt faible, avec 4,9 points par match et 2,1 rebonds.

### AS Denain Voltaire (2015-2016)
Après une saison à Évreux, il signe à l'AS Denain Voltaire. Cette deuxième expérience professionnelle est une réussite puisqu'il obtient le titre de la meilleure progression de Pro B lors des Trophées LNB.
En 2016, il fait partie de la sélection mondiale du Nike Hoop Summit. L'équipe des joueurs non-américains est largement battue 101-67 et Cordinier marque 8 points et prend 5 rebonds. Le 23 juin 2016, Isaïa Cordinier est drafté en 44e position par les Hawks d'Atlanta.
Il participe à la NBA Summer League avec les Hawks mais reste en France la saison suivante.

### Sharks d'Antibes (2016-2019)
Isaïa Cordinier retrouve son club formateur, les Sharks d'Antibes, pour la saison 2016-2017. Il est également de retour au plus haut niveau français, en Pro A.
En 2017-2018, il réalise une saison blanche et subit une opération des genoux en janvier 2018. Il retrouve les Sharks d'Antibes pour la saison 2018-2019.

### Nanterre 92 (2019-2021)
Le 5 juin 2019, il signe un contrat de deux ans avec Nanterre 92 sans toutefois exclure un éventuel départ en NBA. Il participe alors à la NBA Summer League avec les Nets de Brooklyn en juillet 2019. Sa première saison est une réussite à Nanterre, avec des statistiques en hausse. Il inscrit en moyenne 14,4 points par match, et récupère 4,7 rebonds, distribue 2,5 passes décisives, avec 1,2 interception.
Sa deuxième saison dans le club est plutôt identique à la précédente.

### Virtus Bologne (2021-2025)
À l'issue de son contrat avec le club de Nanterre 92, et alors qu'il aspirait à obtenir un contrat aux Nets de Brooklyn qui possèdent ses droits NBA, il signe en octobre 2021 finalement à la Virtus Bologne, club italien de première division, pour sa première expérience à l'étranger. Il pallie l'absence sur blessure d'Awudu Abass. Son contrat court jusqu'en 2023 avec le club d'Émilie-Romagne. Les Nets décident alors de se séparer de ses droits, et Isaïa Cordinier, pour la NBA, a alors le statut d'agent libre non restreint.
Pour sa première saison italienne, il remporte l'EuroCoupe, mais également la Supercoupe d'Italie. L'année suivante, il gagne à nouveau la Supercoupe d'Italie.
Convoité par l'AS Monaco à l'intersaison 2023, il prolonge finalement son contrat jusqu'en 2025 avec la Virtus Bologne le 5 juillet 2023.

### Anadolu Efes (depuis 2025)
Le 25 juillet, Cordinier signe pour deux saisons avec le club turc de l'Anadolu Efes, évoluant en Euroligue.

## Style de jeu
Solide défenseur et capable de rentrer des tir à trois points, il a un profil de 3-and-D athlétique, mais également bon créateur de jeu.

## Équipe de France
Isaïa Cordinier participe au championnat d'Europe U18 à Konya en Turquie en 2014.
Le 17 janvier 2020, Isaïa Cordinier fait partie de la liste des 12 joueurs sélectionnés en équipe de France pour les deux premiers matchs de qualification pour l'Eurobasket 2022. Il connaît sa première sélection lors de la défaite des Bleus face à l'Allemagne (83-69) le 21 février. Il marque 4 points en 13 minutes de jeu.
Longtemps cantonné dans un rôle de joueur appelé pour les qualifications aux grandes compétitions (les joueurs étant en NBA ne pouvant pas participer aux rencontres de l'équipe de France entre octobre et juin), il n'est toutefois pas conservé dans l'effectif pour les compétitions entre 2020 et 2023.

### Coupe du monde 2023
Cordinier est sélectionné pour la Coupe du monde 2023 en remplacement de Frank Ntilikina, blessé durant la préparation de cette compétition. Au début peu utilisé dans les rotations de Vincent Collet (seulement 10 minutes jouées lors des 2 premiers matchs), il devient un des joueurs principaux de l'équipe lors des 3 derniers matchs de poule. Auteur de 10 points, 5 rebonds et 2 passes décisives contre le Liban le 29 août, il réitère une bonne performance lors du dernier match de poule contre l'équipe de Côte d'Ivoire le 2 septembre, en inscrivant 19 points, 5 rebonds, 4 passes décisives et 1 interception. Ses performances sont saluées par les différents médias, a contrario du reste de l'équipe, dépassée lors de cette Coupe du monde.

### Jeux olympiques d'été de Paris 2024
En 2024, il est dans la liste des joueurs sélectionnés pour participer au tournoi de basket-ball des Jeux olympiques d'été de Paris 2024. Il n'est pas titulaire durant les 3 matchs de poules, et n'inscrit que 17 points lors de ces rencontres, en 42 minutes de temps de jeu.
Pour autant, le sélectionneur Vincent Collet décide de l'aligner comme titulaire lors du quarts de finale contre le Canada. Auteur d'une première mi-temps fabuleuse, il inscrit sur ce match 20 points en 25 minutes, avec 3 rebonds, 3 interceptions, 1 passe décisive, à 4/5 au tir à 3 points. Dans un match où les stars de l'équipe sont en dessous physiquement (Nicolas Batum inscrit 0 point, Victor Wembanyama seulement 7), il permet à l'équipe de France de se qualifier en demi-finale,.
Lors de cette demi-finale contre l'Allemagne, Cordinier se retrouve à nouveau titulaire. Encore une fois, il propose une prestation décisive, inscrivant 16 points, prenant 7 rebonds, faisant 2 passes décisives, 2 interceptions en 33 minutes de jeu, pour permettre a l'équipe de France de se qualifier pour la finale olympique, la seconde de suite après celle des Jeux de Tokyo 2020. Ses coéquipiers ne manquent pas de le complimenter pour ses deux dernières prestations, comme Evan Fournier qui dit: « Isaïa c’est un garçon qui bosse. Il est arrivé pour la première fois en EdF en 2021, c’était le partenaire d’entrainement, et il a été irréprochable depuis son arrivée, il est resté avec nous à Tokyo jusqu’au dernier jour, il est même rentré au village, il nous a vu monter sur le podium. Il se fait couper l’été suivant à l’Euro, il ferme sa gueule il bosse, je suis vraiment fier de lui, c’est un super mec, il mérite tout ce qui lui arrive ».
En finale contre les États-Unis, Cordinier est bien défendu, après ses coups d'éclats lors des deux précédents matchs. Il passe à côté de son match et n'inscrit aucun point lors de cette rencontre, que l'équipe de France perd. Il est médaillé d'argent pour ces Jeux à domicile.

## Statistiques

### Compétition internationale
Statistiques en compétition internationale de Isaïa Cordinier au 13 août 2024
| Saison   | Équipe   | Matchs | Titul. | Min./m | % Tir | % 3pts | % LF | Rbds/m. | Pass/m. | Int/m. | Ctr/m. | Pts/m. |
| -------- | -------- | ------ | ------ | ------ | ----- | ------ | ---- | ------- | ------- | ------ | ------ | ------ |
| CDM 2023 | France   | 5      | 2      | 14,8   | 52,2  | 40,0   | 90,0 | 3,0     | 2,8     | 0,4    | 0,0    | 7,4    |
| JO 2024  | France   | 6      | 3      | 19,3   | 47,5  | 43,8   | 80,0 | 2,3     | 1,2     | 1,3    | 0,2    | 8,8    |
| Carrière | Carrière | 11     | 5      | 17,3   | 49,2  | 42,3   | 85,0 | 2,6     | 1,9     | 0,9    | 0,1    | 8,2    |

## Palmarès

### En club
- EuroCoupe : 2022
- Supercoupe d'Italie : 2022, 2023

### Sélection nationale
- Médaille d'argent aux Jeux olympiques en 2024.

## Décorations et distinctions

### Décorations
- Chevalier de l'ordre national du Mérite (2024)[30]

### Distinctions personnelles
- Membre de l'équipe type d'Eurocoupe 2021
- Sélectionné pour le concours de dunks du All-Star Game LNB 2019
- Sélectionné pour le All-Star Game LNB 2019
- Meilleure progression de Pro B 2016 (Denain)